# Massaker von Karantina
Das Massaker von Karantina ereignete sich in der Frühphase des libanesischen Bürgerkrieges am 18. Januar 1976, als die staatlichen Strukturen im Libanon bereits zusammengebrochen waren.

## Hergang
Karantina war ein Elendsviertel im christlichen Ost-Beirut, das von Kräften der Palästinensischen Befreiungsorganisation kontrolliert wurde, aber hauptsächlich von Kurden und Armeniern, aber auch von Libanesen und palästinensischen Muslimen bewohnt wurde. Karantina wurde durch christliche Milizen überrannt, die syrischen Rückhalt genossen, und eine große Zahl von Zivilisten wurde getötet. Die Wächter der Zedern war eine der christlichen Milizen, die an dem Massaker beteiligt war. Die Kämpfe und die nachfolgenden Tötungen betrafen auch das nahegelegene Stadtviertel Maslakh. Auf dieses Massaker folgte wenige Tage später aus Rache das Massaker von Damur. Beide Ereignisse veranlassten viele Libanesen beider Religionen, ihre angestammten Wohnviertel in Beirut zu verlassen und in Gebieten Zuflucht zu suchen, die von Milizen der eigenen Glaubensrichtung gehalten wurden. Dies trug zu der Spaltung der libanesischen Hauptstadt in das christliche Ost-Beirut und das muslimische West-Beirut bei.
Die Schätzungen über die Zahl der Opfer divergieren. Die Website der libanesischen Demokratiebewegung während der Zedernrevolution gibt an, dass mehr als 1000 Zivilisten massakriert wurden, andere Angaben sprechen von „dem Massaker an 1500 Palästinensern, Schiiten und anderen in Karantina und Maslakh und den Rachetötungen von Hunderten von Christen in Damur“.